# Fuerzas Armadas de Brasil

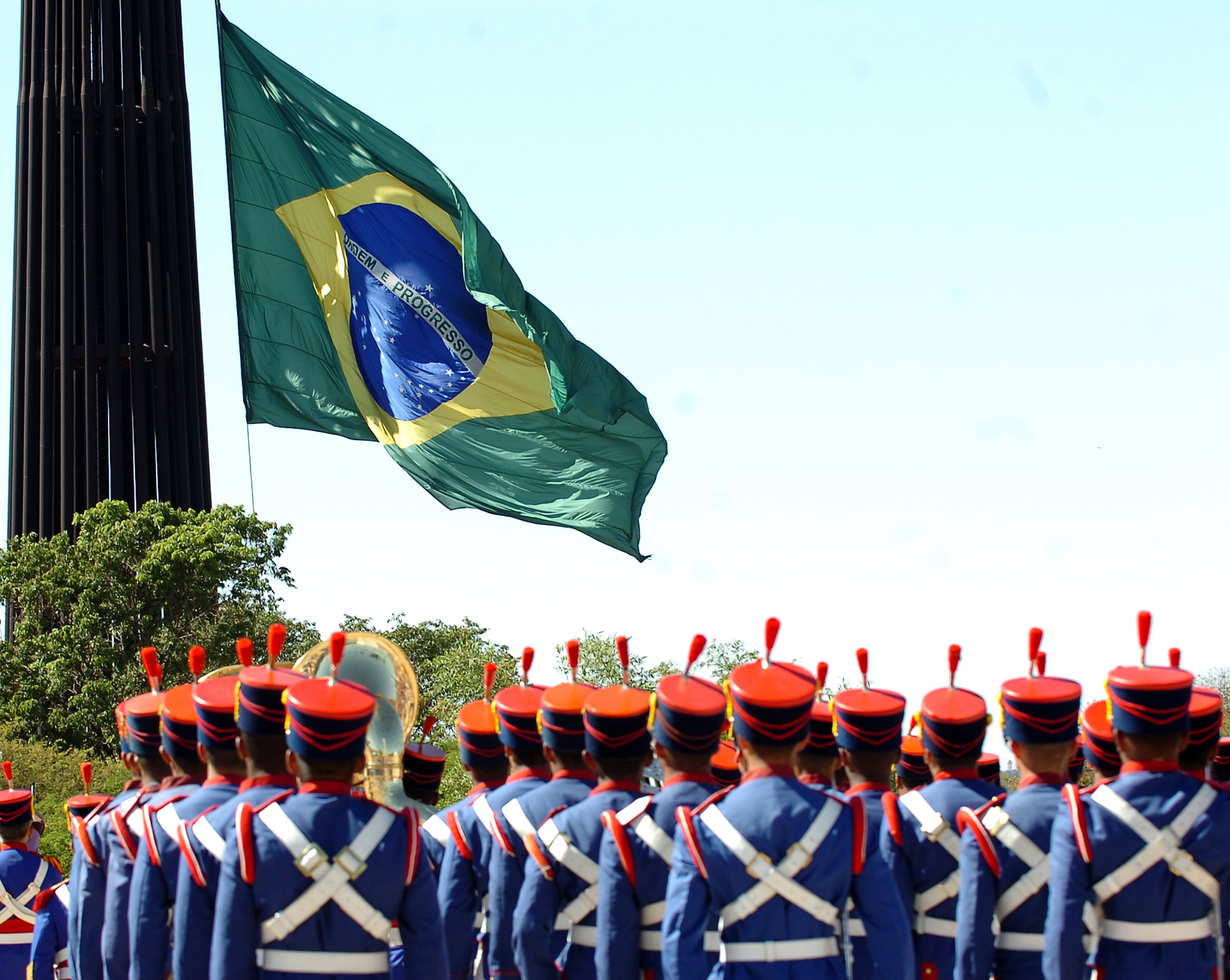
Arriada de bandera en la plaza de los Tres Poderes de Brasilia.

Las Fuerzas Armadas brasileñas comprenden el Ejército Brasileño, la Marina de Brasil (incluyendo el Cuerpo de Fusileros Navales y la aviación naval) y la Fuerza Aérea Brasileña.

## Generalidades
Las Fuerzas Armadas de Brasil están constituidas oficialmente por el Ejército de Brasil, la Marina de Brasil y la Fuerza Aérea de Brasil. La Policía Militar (Policía Militar de Estado) es descrita como una fuerza auxiliar del Ejército. Las Fuerzas Armadas brasileñas son las más grandes de América Latina, las segundas más grandes de América y las décima más grandes del mundo. Todas las ramas militares forman parte del Ministério da Defesa (Ministerio de Defensa).
La Fuerza Aérea de Brasil (FAB) es la rama de guerra aérea de las fuerzas armadas brasileñas. La Força Aérea Brasileira fue formada cuando las divisiones aéreas del Ejército y de la Marina fueron fundidas en una única fuerza militar, inicialmente llamada "Fuerza Aérea Nacional". Ambas divisiones aéreas transfirieron sus equipos, instalaciones y personal a la nueva fuerza aérea. La FAB es la fuerza aérea más grande de América Latina, con unos 1.501 aviones tripulados en servicio, y a la fecha del 8 de julio de 2005 tenía 66.020 empleados en servicio activo. Unos 7500 civiles están empleados por la Fuerza Aérea.
La Marina de Brasil es responsable de las operaciones navales y de vigilar las aguas territoriales brasileñas. Es la más antigua de las fuerzas armadas brasileñas y la marina más grande de América Latina, con un portaaviones de 27.307 toneladas, el NAe São Paulo (ex- FS Foch de la Marina francesa), unas fragatas de construcción americana y británica, algunas corbetas de construcción local, submarinos costeros diésel-eléctricos y muchos otros aviones de patrulla costera. 
Finalmente, el Ejército de Brasil es responsable de las operaciones militares basadas en tierra, con una fuerza aproximadamente de 270.000 soldados.

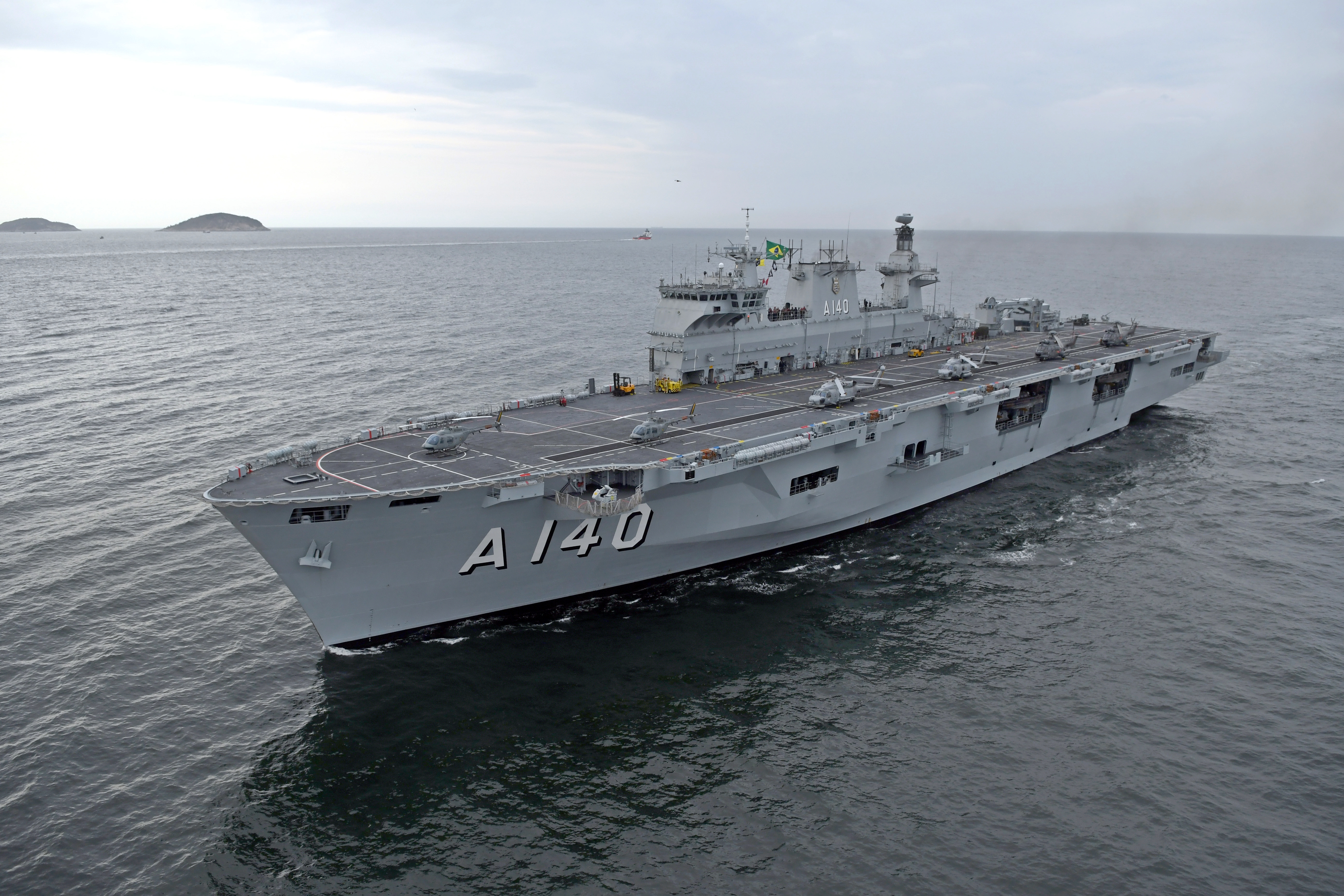
Portahelicópteros NAM Atlântico (A140).
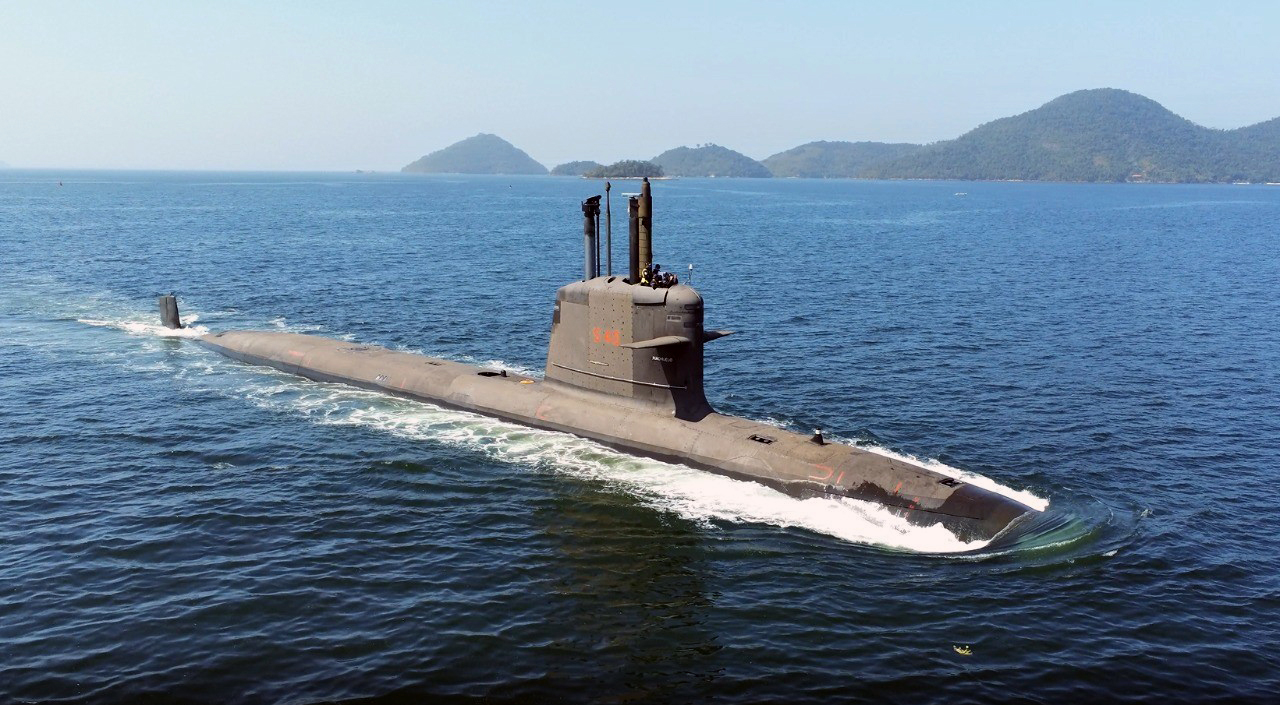
Submarino S-40 Riachuelo.
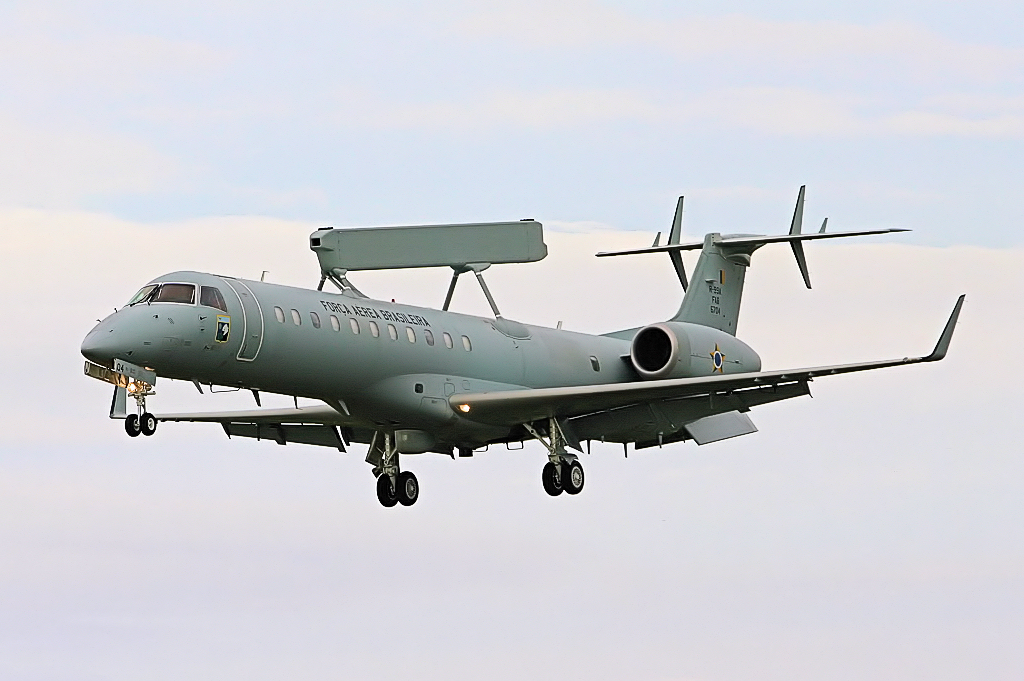
Avión de alerta temprana y comando E-99.
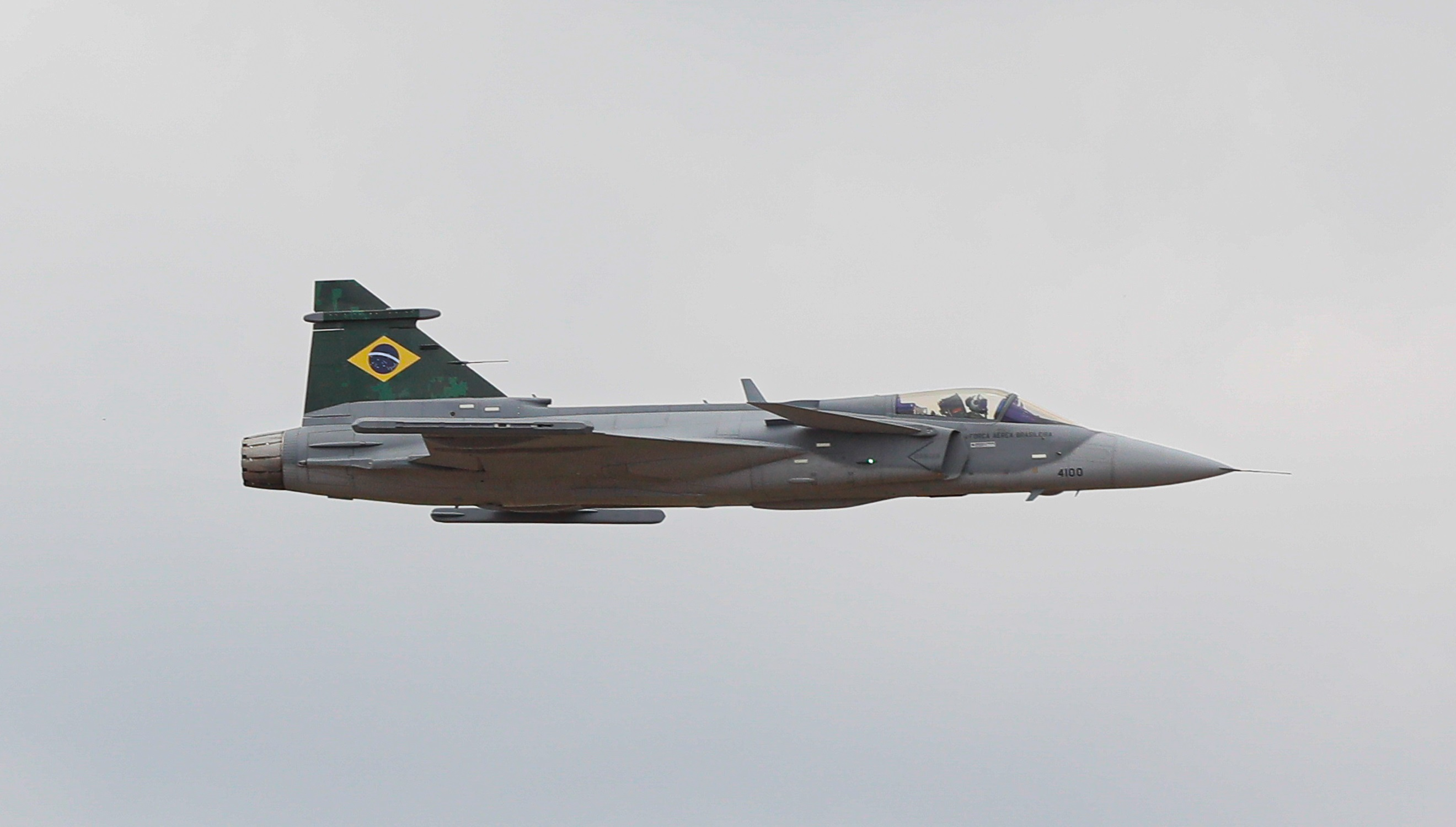
Avión de caza Gripen F-39E.
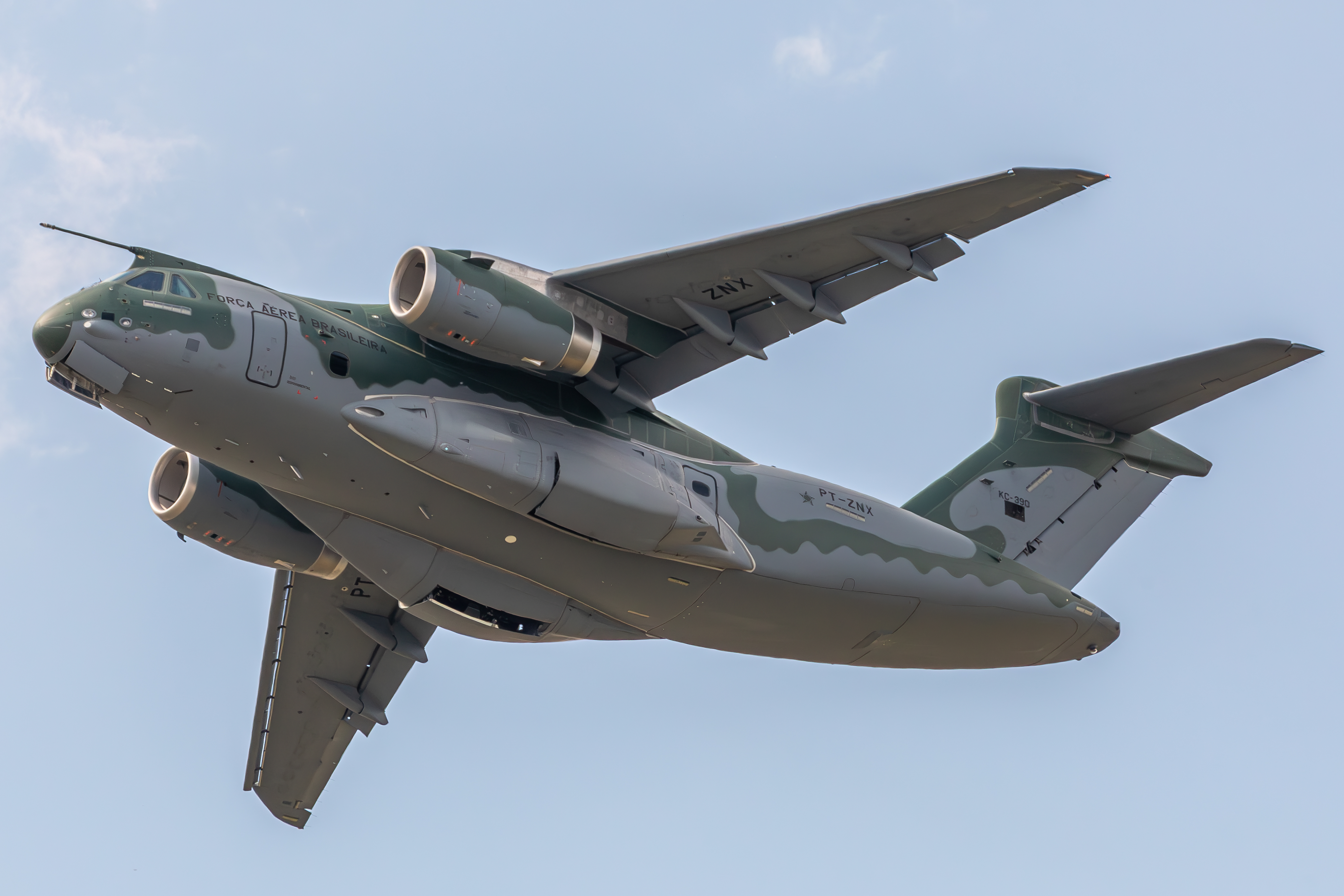
Avión de transporte mediano KC-390.
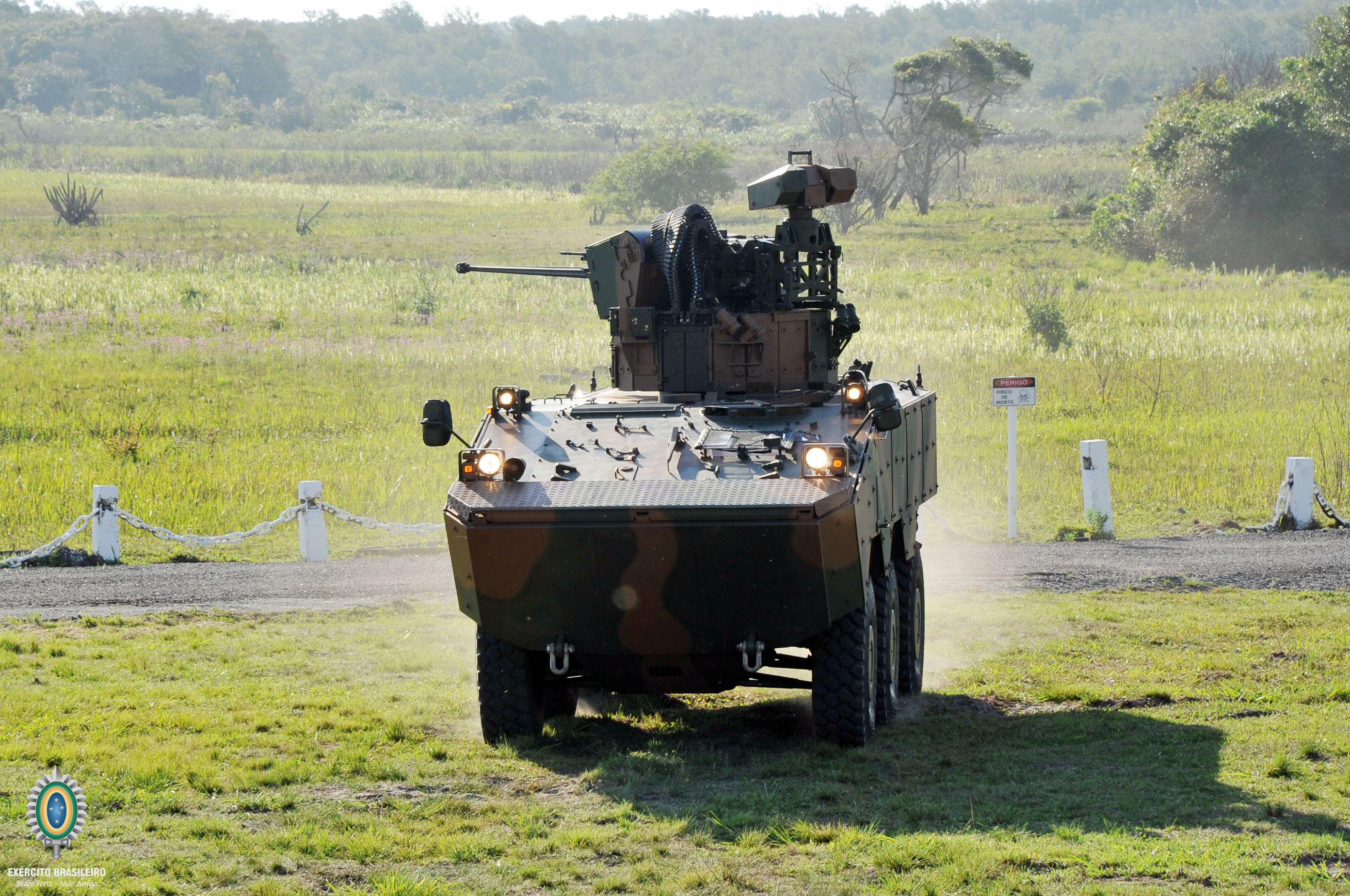
Vehículo blindado VBTP-MR Guarani.
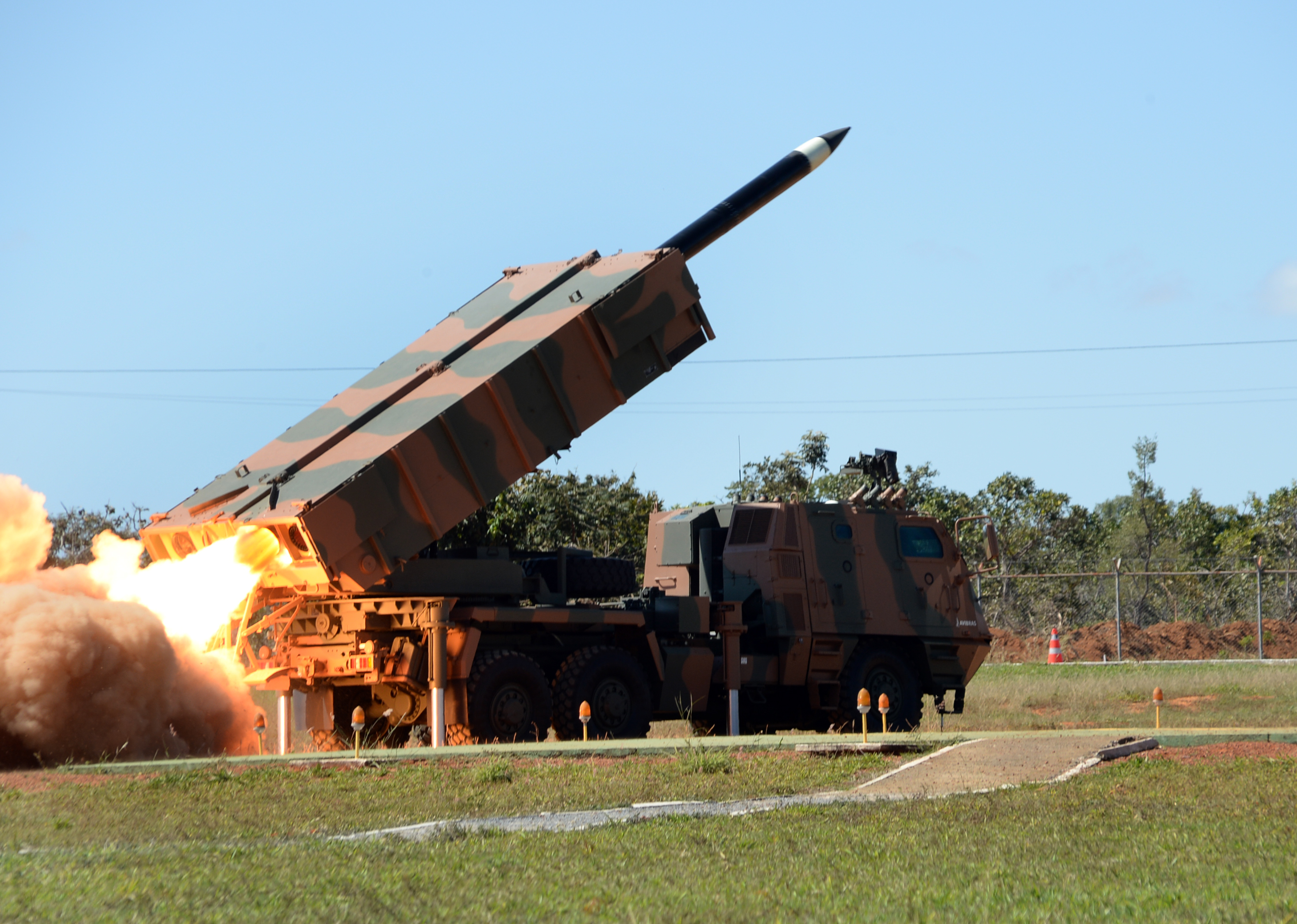
Lanza cohetes y misiles Astros 2020.
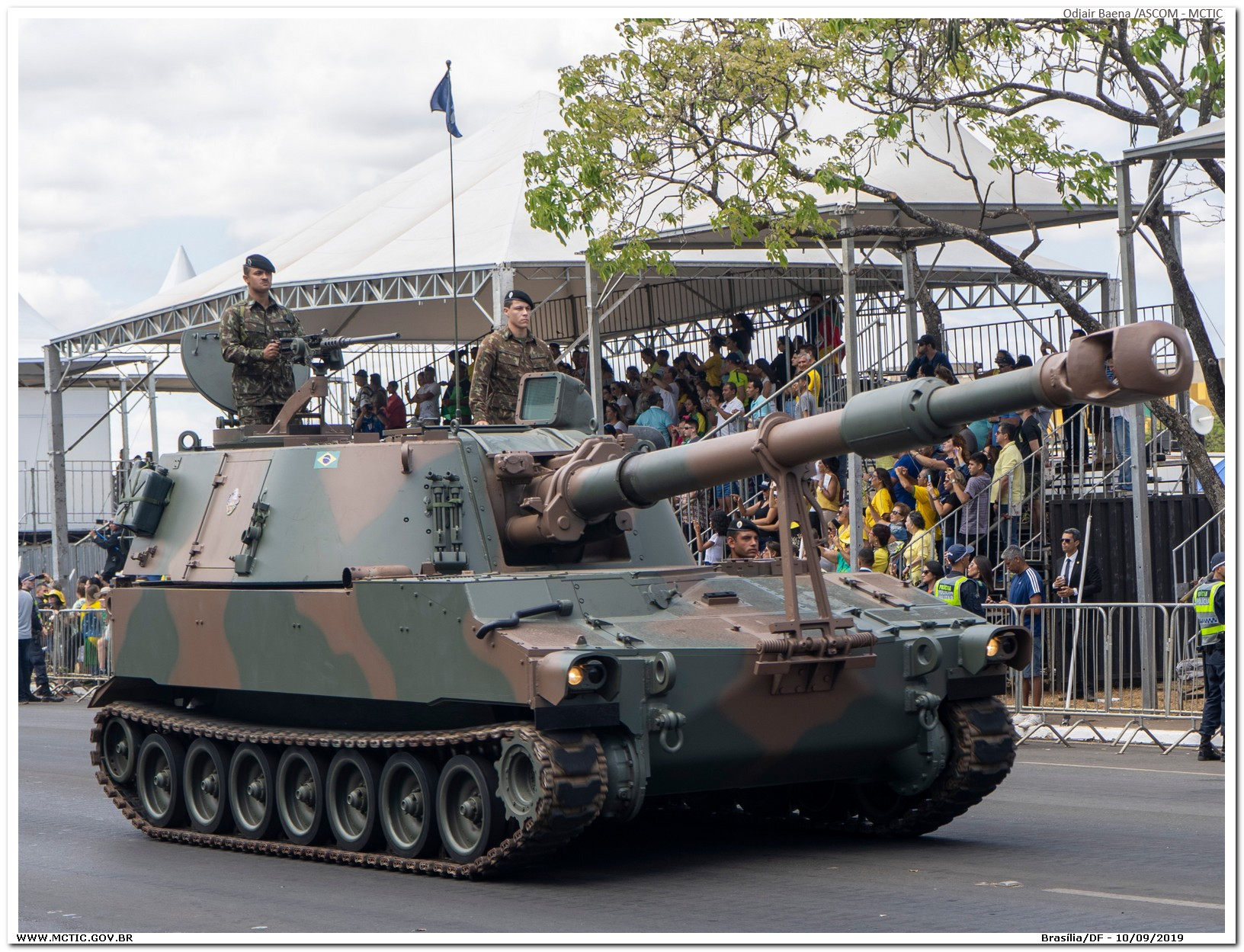
Obús autopropulsado M-109

## Obligación del servicio y recursos humanos
El CIA World Factbook informa que la edad en las Fuerzas Armadas es de 19-45 años para el servicio militar obligatorio y que la obligación del servicio dura de 9 a 12 meses. La edad para el servicio voluntario es de 18-45 años, y un porcentaje cada vez mayor de las tropas son profesionales voluntarios de "largo servicio". Los recursos humanos militares de Brasil, según los cálculos de 2005, son de 45.586.000 varones (con edad entre los 18-49 años) y 45.728.000 mujeres (con edad entre los 19-49 años) disponibles para el servicio militar, de estos 33.119.000 varones (edad entre los 18-49 años) y 38.079.000 mujeres de edad entre los 18-49 años tienen capacidad de servir al ejército. Un análisis realizado en el 2005 indicó que 1.785.000 varones con edades entre 18-49 años y 1.731.000 mujeres con edades entre 18-49 años alcanzan anualmente la edad para el servicio militar.
Los varones de Brasil tienen que hacer un servicio militar obligatorio de 12 meses de duración en el ejército (24 meses si es en la fuerza aérea y 36 si es en la marina) una vez que cumplen los 18 años. Sin embargo, la mayoría de los enlistados son dispensados sin requerir el servicio. Normalmente, el servicio se coordina para que se preste en bases militares cercanas al domicilio del recluta. El gobierno no requiere el servicio de aquellos que planeen seguir una educación superior o que tengan un trabajo permanente. Hay otras excepciones, incluyendo razones médicas. 
A partir de comienzos de la década de 1980 a las mujeres se les permite servir en las fuerzas armadas. El Ejército brasileño fue el primero de América del Sur que aceptó mujeres en las tropas de carrera; las mujeres solo prestan servicio en la Marina y en la Aviación en el Cuerpo de Reserva de Mujeres. En 2006, se licenció la primera clase de pilotos mujeres de la Aviación.
En septiembre de 2017, cuando la tasa de popularidad del presidente Michel Temer, citado en varios casos de corrupción, era solo del 3 %, un general evocó una posible "intervención militar" para remediar la "crisis ética y político-institucional" del país. Aunque no recibió sanciones, sus palabras conmocionaron a parte de la sociedad civil y a la oposición debido a la memoria de la dictadura militar.

## Industria de defensa
Una particularidad de las fuerzas armadas brasileñas en relación con otras fuerzas en la región latinoamericana son los equipos desarrollados y fabricados  por su Base industrial de defensa (BID). Una parte expresiva del material de defensa brasileño es fabricado localmente través de industrias como Embraer, Avibras, AMRJ y otros que, además, son exportados también para otros países. 
Son hechos en el país las fragatas Clase Niterói, submarinos Clase Tupi y Clase Riachuelo, aviones de transporte como el Embraer C-390 Millennium, entrenamiento Embraer EMB 314 Super Tucano y combate A-1 AMX. También material de tierra como el Fusil IMBEL IA2, blindados VBTP-MR Guarani, lanzacohetes Astros II además de municiones como bombas, misiles y cohetes.
Además muchos de los produtos producidos localmente son exportados también para otros países, los principales clientes están en Oriente Medio, Asia y Sudamérica. Al año de 2021 los ingresos de la BID con exportaciones llegaron a US $ 2 000 millones.

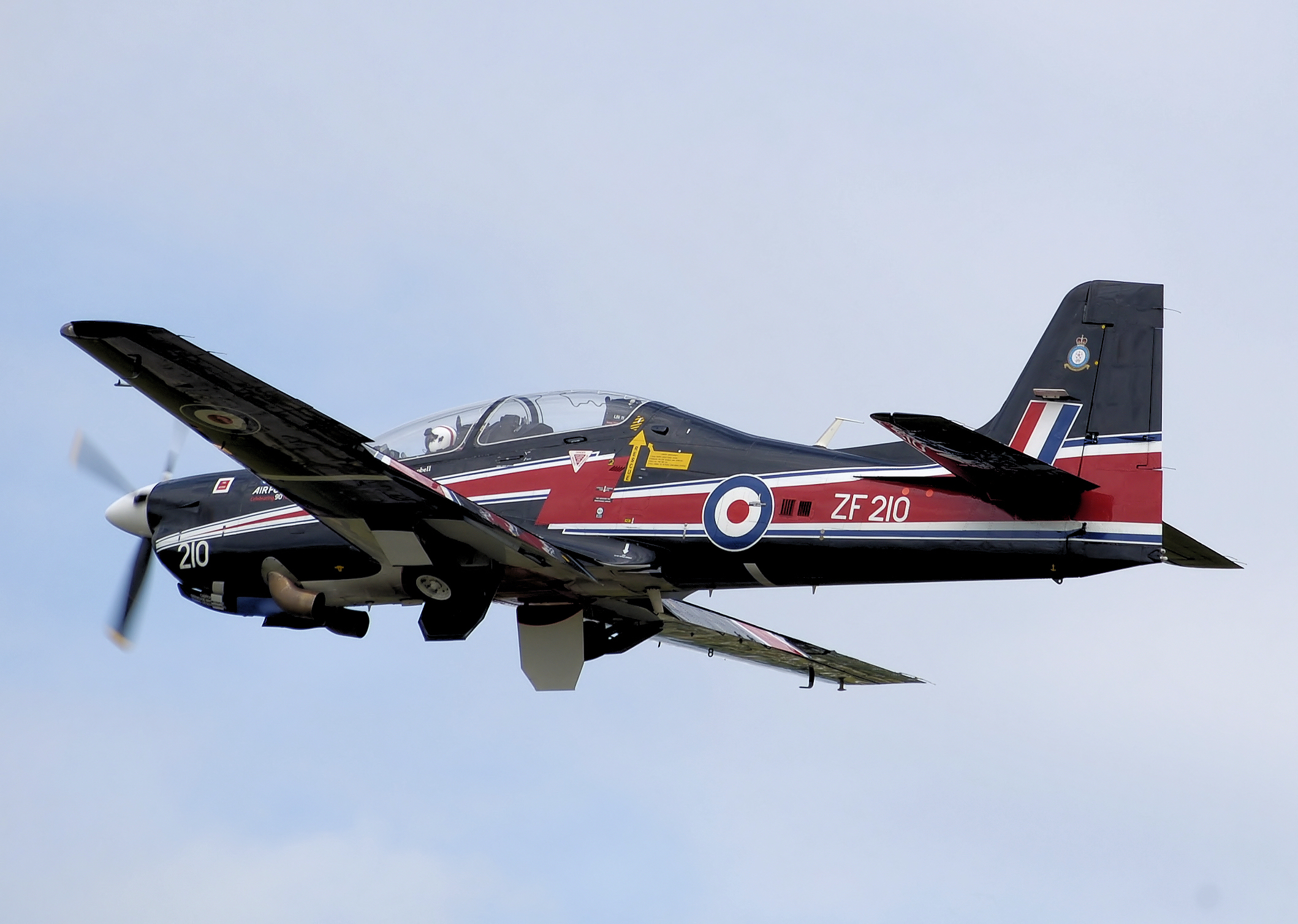
Short Tucano de la RAF
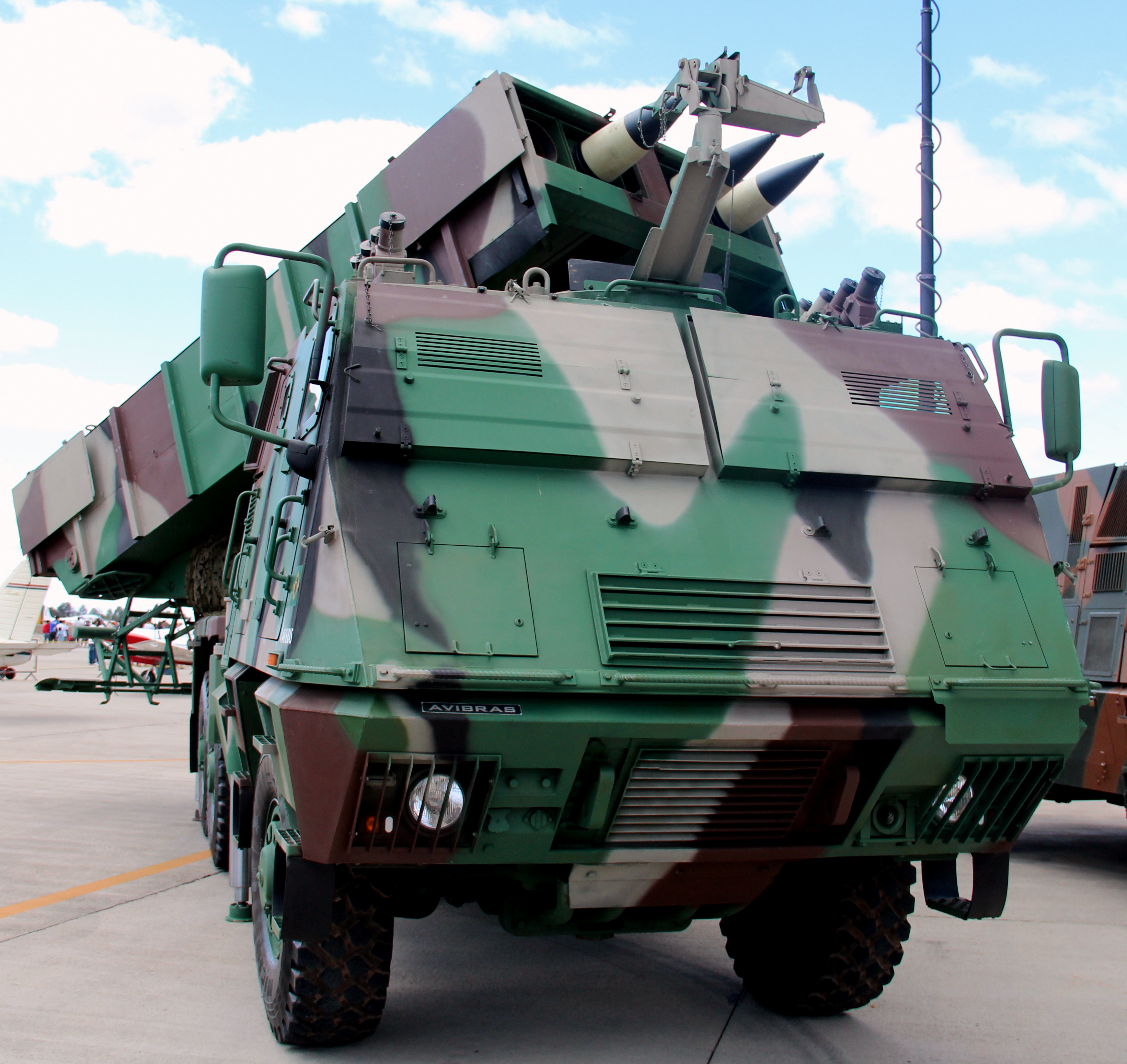
Avibras ASTROS MLRS de Malasia
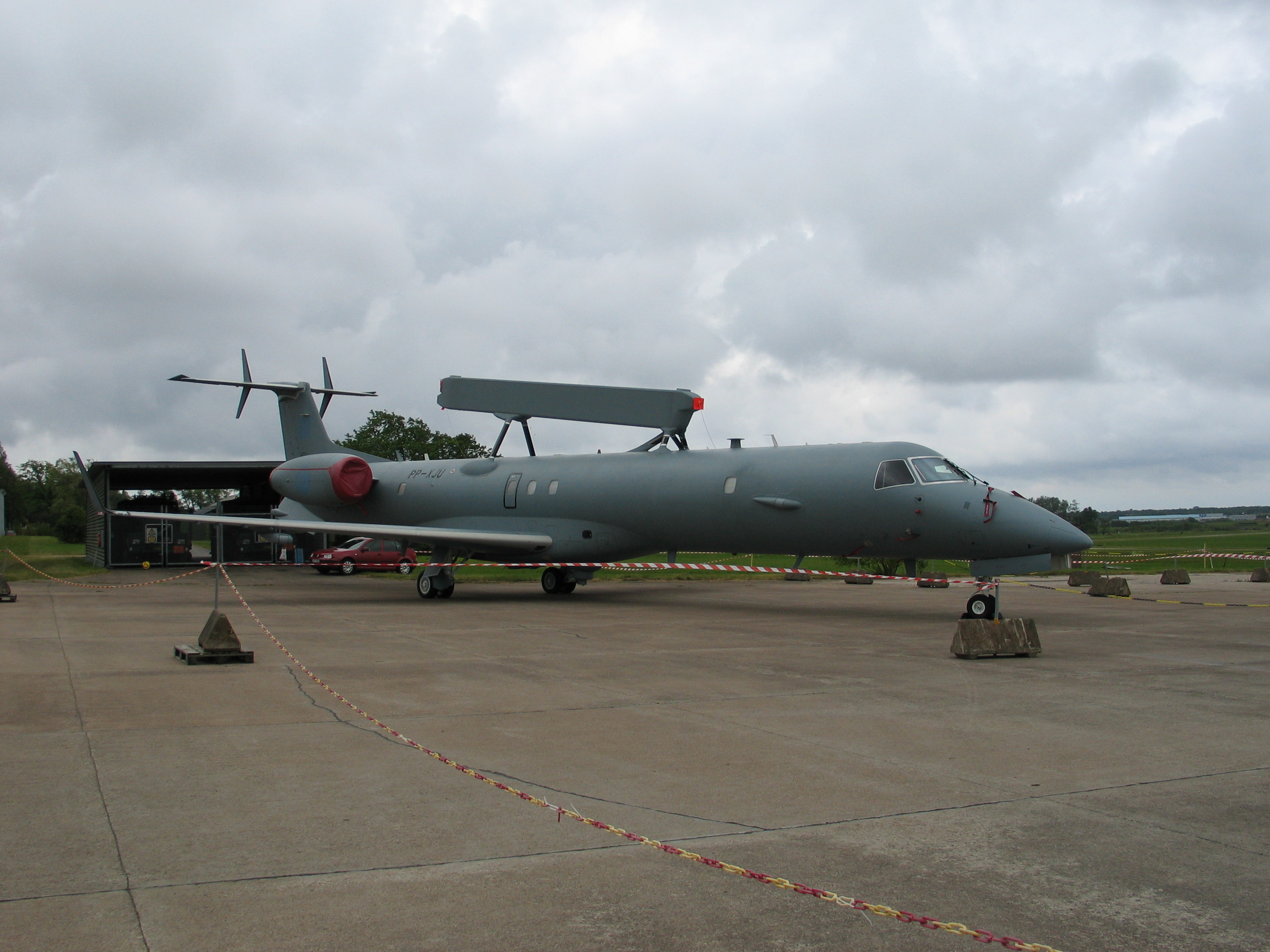
Embraer R-99A de la Fuerza Aérea Helénica
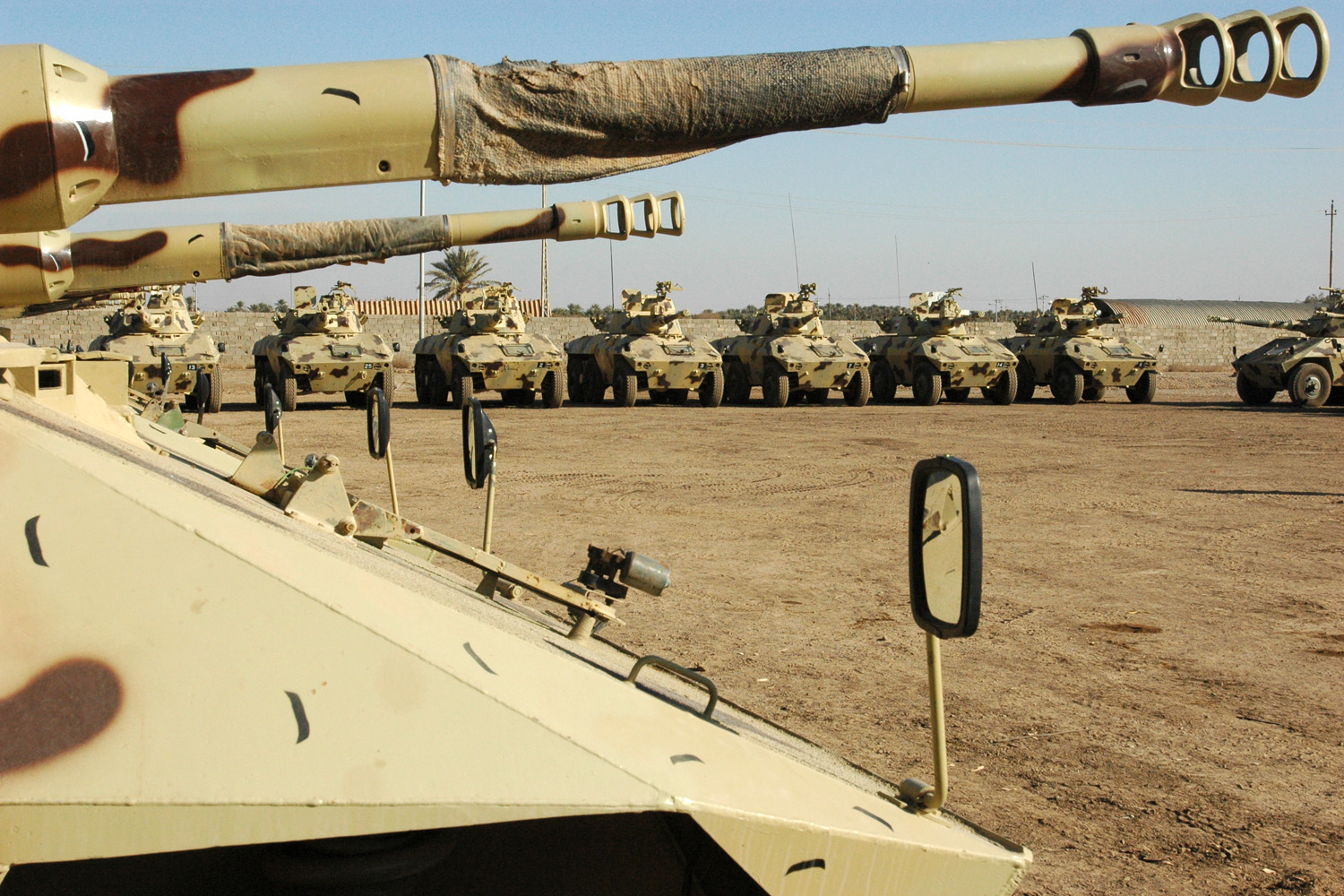
EE-9 Cascavel de las fuerzas irakies
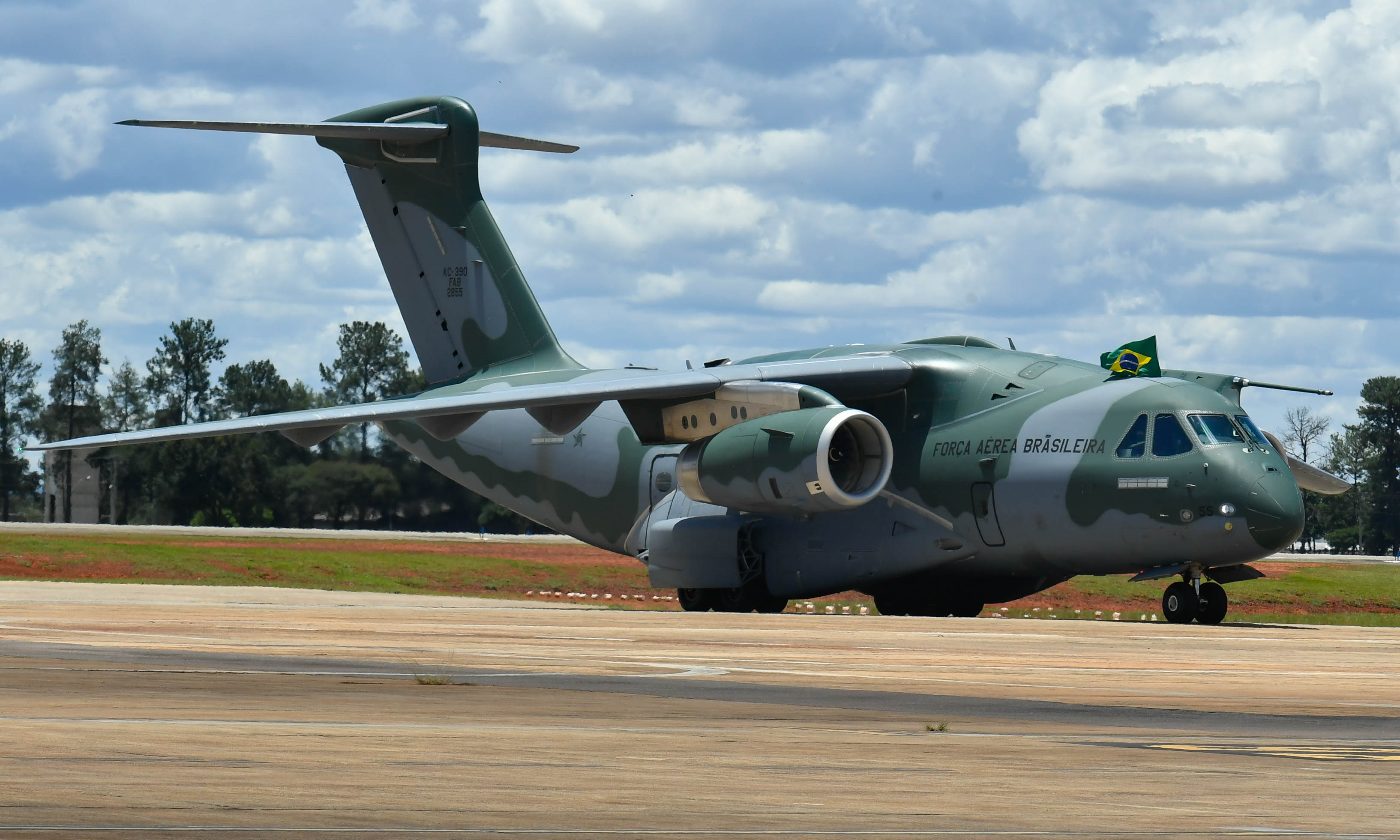
KC-390, carguero con ventas a Portugal y Hungria
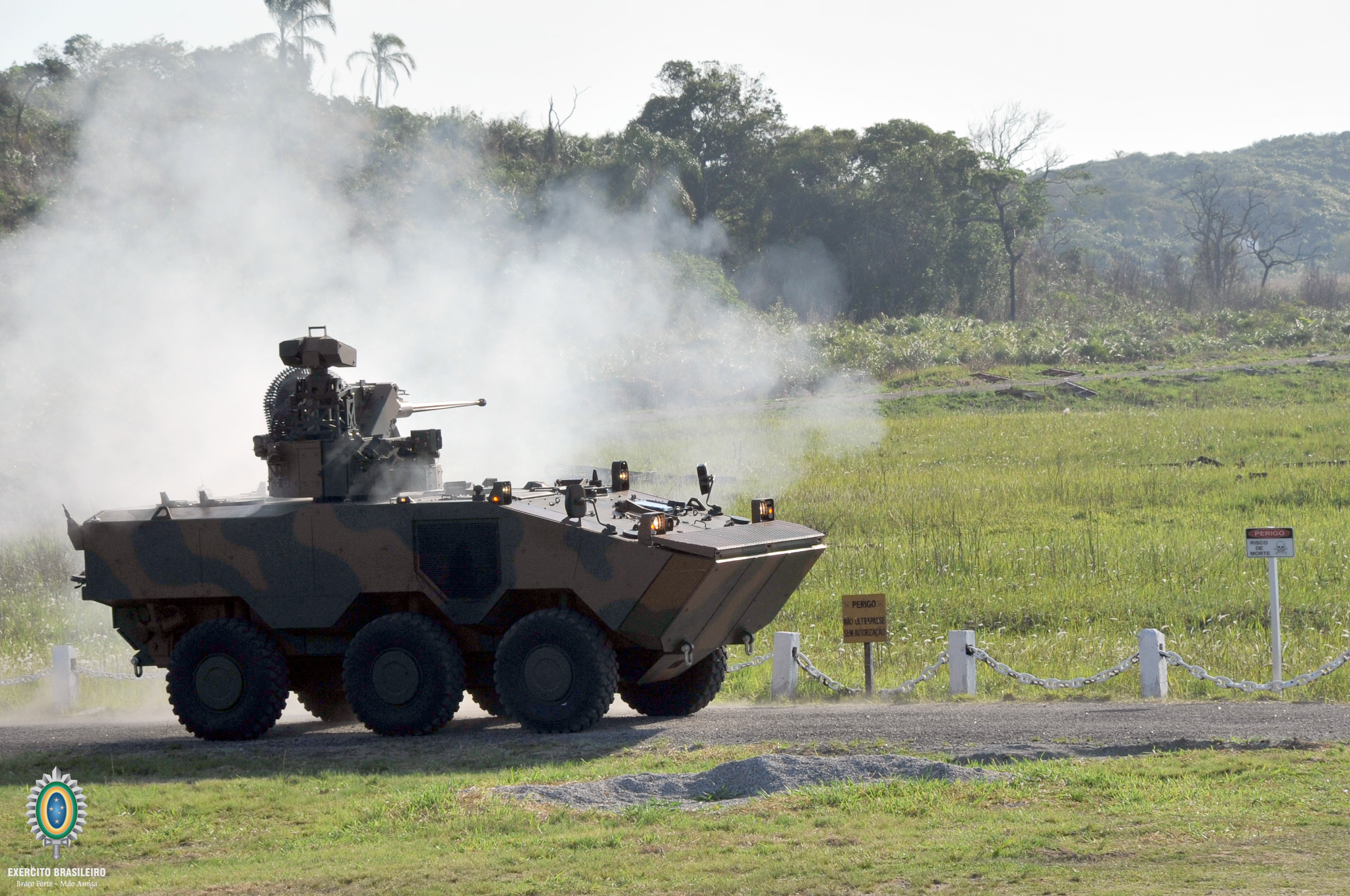
VBTP-MR Guarani, exportado a Filipinas, Líbano y Ghana.